# MySQL Cluster
MySQL Cluster — програмний пакет для розгортання кластерних конфігурацій СКБД MySQL, що дозволяють побудувати розподілені сховища і високонадійні конфігурації, які можуть забезпечити рівень доступності сервісу порядку 99.999% при забезпеченні вимог ACID до виконання транзакцій (атомарность, узгодженість, ізольованість, довговічність).  MySQL Cluster дозволяє створити розподілену мережу реплікованих в режимі multi-master серверів, що гарантують відсутність єдиної точки відмови.  Система забезпечує горизонтальне масштабування — нарощування потужності кластера проводиться за рахунок підключення нових вузлів та використання техніки автоматичного шардінга (розподілу набору даних по серверах на основі певного ключа).

## Історія
MySQL AB прибдав технології, на які спирається MySQL Cluster, від Alzato, невеличкої  венчурної компанії, що починалася від Ericsson. NDB спочатку був спроектований для потреб телекомунікаційного ринку, з його вимогами високої доступності і швидкодії.
Вперше MySQL Cluster був випущений у листопаді 2004 разом з релізом MySQL 4.1. MySQL Cluster реалізований через додаткові рушії зберігання, доступні в MySQL під назвою NDB або NDBCLUSTER ("NDB" означає Network Database).
Код проекту поширюється під ліцензією GPL і доступний для вільного завантаження.

## Виноски
1. ↑  MySQL acquiring data management system vendor Alzato. Архів оригіналу за 3 червня 2013. Процитовано 17 лютого 2012. [Архівовано 2013-06-03 у Wayback Machine.]